# Samad Poor Seiedi
Samad Poor Seiedi (também pode se encontrar escrito como Mirsamad Pourseyedi), (Tabriz, 15 de outubro de 1985 (39 anos)), é um ciclista profissional iraniano desde 2008. Faz parte da equipa Tabriz Petrochemical desde 2013 depois de voltar da sua sanção de 2 anos por um positivo por EPO.

## Palmarés
| 2007 - 1 etapa do Taftan Tour 2009 - 1 etapa do Tour de Milad du Nour 2011 - 3 etapas do Tour de Singkarak - International Presidency Tour - 1 etapa do Tour de Filipinas - 3º no Campeonato do Irão em Estrada 2013 - Volta ao Lago Qinghai, mais 1 etapa - Tour de Ijen, mais 1 etapa 2014 - Tour de Langkawi, mais 1 etapa - Tour do Japão, mais 1 etapa - Tour de Fuzhou, mais 1 etapa - UCI Asia Tour | 2015 - 1 etapa do Tour das Filipinas - Tour de Taiwán, mais 1 etapa - Tour do Japão - Tour de Irão-Azerbaijão, mais 1 etapa 2016 - 2º no Campeonato do Irão Contrarrelógio - Tour de Irão-Azerbaijão, mais 1 etapa 2017 - Campeonato do Irão Contrarrelógio 2018 - Campeonato do Irão Contrarrelógio |